# Cullacabardee
Cullacabardee är en förort till Perth i Australien. Den ligger i kommunen Swan och delstaten Western Australia, omkring 13 kilometer norr om centrala Perth. Antalet invånare är 132.
Runt Cullacabardee är det ganska tätbefolkat, med 108 invånare per kvadratkilometer.. Närmaste större samhälle är Perth, omkring 13 kilometer söder om Cullacabardee. 
I omgivningarna runt Cullacabardee växer huvudsakligen savannskog. Genomsnittlig årsnederbörd är 820 millimeter. Den regnigaste månaden är juli, med i genomsnitt 142 mm nederbörd, och den torraste är januari, med 11 mm nederbörd.